# Hwang Dong-hyuk
Hwang Dong-hyuk (coreeană: 황동혁, hanja: 黃東赫; n. 26 mai 1971, Seul, Coreea de Sud) este un regizor, producător și scenarist de film sud-coreean.
Este cunoscut pentru regia filmului criminal din 2011 Silenced și pentru crearea seriei dramatice de supraviețuire Netflix din 2021 Squid Game.
Time l-a numit unul dintre cei mai influenți 100 de oameni din lume în 2022.